# Mielno (powiat inowrocławski)
Mielno – wieś w Polsce, położona w województwie kujawsko-pomorskim, w powiecie inowrocławskim, w gminie Pakość.

## Podział administracyjny
| SIMC    | Nazwa | Rodzaj    |
| ------- | ----- | --------- |
| 1029000 | Otok  | część wsi |

W latach 1975–1998 miejscowość należała administracyjnie do województwa bydgoskiego.

## Demografia
Według Narodowego Spisu Powszechnego (III 2011 r.) wieś liczyła 53 mieszkańców. Jest najmniejszą miejscowością gminy Pakość.